# KTM 1090 Adventure
La KTM 1090 Adventure y su variante R es un modelo de motocicleta doble propósito fabricado por la compañía austriaca KTM desde el año 2017, sustituyendo a la KTM 1050 Adventure. Esta motocicleta está equipada con un motor LC8 refrigerado por líquido, de cuatro tiempos y doble árbol de levas, de 1050 cc,

## Variantes

### 1090 Adventure
La versión Adventure es la versión apuntada más al usuario de rutas y carreteras asfaltadas, cuenta con ruedas de aluminio y de rodado más pequeños que la versión R. Su seteo y reglaje también apunta más a este tipo de usuario.

### 1090 Adventure R
La versión R es la versión más "off-road" con suspensiones regulables apuntando a una conducción fuera de la carretera y pistas o ripio. Sus ruedas son de tamaño mayor que la otra versión. Asimismo, el reglaje notoriamente está orientado al "off-road"

## Actualizaciones
Para el año 2019 la fábrica descontinuó la versión Adventure y solo mantiene la versión R